# Proud Like a God
«Proud Like a God»— перший студійний альбом німецького гурту «Guano Apes», який було презентовано 6 жовтня 1997 року.
Всі пісні написанні Guano Apes.
У Німеччині альбом був проданий тиражем 200.000 екземплярів, що як на німецькі мірки дорівнює платиновому диску.

## Композиції
1. «Open Your Eyes» — 3:09
2. «Maria» — 3:47
3. «Rain (пісня Guano Apes» — 4:35
4. «Lords of the Boards» — 3:42
5. «Crossing the Deadline» — 3:25
6. «We Use the Pain» — 2:32
7. «Never Born» — 5:17
8. «Wash It Down» — 3:06
9. «Scapegoat» — 3:22
10. «Get Busy» — 3:25
11. «Suzie» — 2:53
12. «Tribute» — 9:14
13. «Move a Little Closer» (прихованний трек)

## Музиканти
- Сандра Насич — вокал
- Генінґ Румінеп — гітари
- Стефан Уде — бас-гітара
- Деніс Пошвата — барабани, вокал

## Виноски
1. ↑  Архівована копія. Архів оригіналу за 30 вересня 2007. Процитовано 3 травня 2010.{{cite web}}:  Обслуговування CS1: Сторінки з текстом «archived copy» як значення параметру title (посилання)